# Otocelis luteola
Otocelis luteola är en plattmaskart som först beskrevs av Eugene N. Kozloff 1965.  Otocelis luteola ingår i släktet Otocelis och familjen Isodiametridae. Inga underarter finns listade i Catalogue of Life.